# Nesodynerus oblitus
Nesodynerus oblitus är en stekelart som beskrevs av Perkins 1899. Nesodynerus oblitus ingår i släktet Nesodynerus och familjen Eumenidae. Inga underarter finns listade i Catalogue of Life.